# Talkowszczyzna (gromada)
Talkowszczyzna – dawna gromada, czyli najmniejsza jednostka podziału terytorialnego Polskiej Rzeczypospolitej Ludowej w latach 1954–1972.
Gromady, z gromadzkimi radami narodowymi (GRN) jako organami władzy najniższego stopnia na wsi, funkcjonowały od reformy reorganizującej administrację wiejską przeprowadzonej jesienią 1954 do momentu ich zniesienia z dniem 1 stycznia 1973, tym samym wypierając organizację gminną w latach 1954–1972.
Gromadę Talkowszczyzna z siedzibą GRN w Talkowszczyźnie utworzono – jako jedną z 8759 gromad – w powiecie sokólskim w woj. białostockim, na mocy uchwały nr 22/V WRN w Białymstoku z dnia 4 października 1954. W skład jednostki weszły obszary dotychczasowych gromad Talkowszczyzna, Trzciano Nowe, Jeziorek, Kozłowy Ług, Słójka Borowszczyzna, Sosnowik i Poczopek ze zniesionej gminy Szudziałowo w tymże powiecie. Dla gromady ustalono 13 członków gromadzkiej rady narodowej.
Gromadę Talkowszczyzna zniesiono 31 grudnia 1961, a jej obszar włączono do gromad Szudziałowo (wsie Boratyńszczyzna, Jeziorek, Kozłowy Ług, Poczopek, Rowek, Słójka-Borowszczyzna, Talkowszczyzna, Trzciano Nowe i Trzciano Stare, kolonie: Grodzisk, Klin, Markowy Wygon, Perekał i Tołkacz oraz obszar lasów państwowych N-ctwa Krynki obejmujący oddziały 1—17, 19—25, 30—37) i Górany (wieś Sosnowik i gajówkę Borsukowizna oraz obszar lasów państwowych N-ctwa Krynki obejmujący oddziały 18, 26—29, 38—167).